# Gerhard Hoffmann (Physiker)
Max Friedrich Gerhard Hoffmann (* 4. August 1880 in Lübeck; † 18. Juni 1945 in Halle/Saale) war ein deutscher Physiker. Er wurde hauptsächlich wegen seiner Präzisionsmessungen auf den Gebieten der Radioaktivität und der kosmischen Strahlung bekannt.

## Leben
Gerhard Hoffmann war ein Sohn des aus Neuruppin stammenden Lübecker Gymnasialprofessors Max Hoffmann (1844–1910) und dessen aus Greifswald stammender Ehefrau Luise (1849–1902), geborene Bender. Der Jurist Erich Hoffmann war sein älterer Bruder. Er besuchte das Katharineum zu Lübeck bis zum Abitur Ostern 1899. Nach dem Studium der Physik, Chemie und Mathematik an den Universitäten Göttingen, Leipzig und Bonn promovierte Hoffmann 1906 bei Walter Kaufmann in Bonn. 1907 ging Kaufmann nach Königsberg, und Hoffmann folgte ihm 1908 als Assistent. Hoffmann habilitierte sich 1911 an der Albertus-Universität Königsberg, arbeitete dort zunächst als Privatdozent und wurde 1917 zum ordentlichen Professor für Experimentalphysik berufen. Im gleichen Jahr heiratete Gerhard Hoffmann in Goldap (Ostpreußen) die 1890 geborene Edith, eine Tochter des Gehlweidener Rittergutsbesitzers Arthur Stoessel von der Heyde (1858–1916). Mit seiner Ehefrau Edith hatte Hoffmann zwei Töchter.
1928 nahm Gerhard Hoffmann einen Ruf an die Vereinigte Friedrichs-Universität nach Halle an. Er wurde als Nachfolger von Gustav Hertz ordentlicher Professor für Experimentalphysik und Direktor des Instituts für experimentelle Physik. Parallel dazu entstand das Institut für theoretische Physik unter der Leitung von Adolf Smekal. Hoffmann führte die schon 1925 auf dem über 2400 m hohen Muottas Muragl (Oberengadin) begonnenen systematischen Untersuchungen zur kosmischen Strahlung in Halle und später auch in Leipzig fort, unter anderem durch Nutzung von Freiballonen. Einer der Schüler von Hoffmann war Wilhelm Messerschmidt, der 1937 Halle verließ, aber nach dem Zweiten Weltkrieg die Arbeiten zur kosmischen Strahlung in Halle fortsetzte.
Nach Auseinandersetzungen mit Smekal verließ Hoffmann Halle und wurde 1937 als Nachfolger von Peter Debye an die Universität Leipzig berufen. Durch Bombenangriffe in den Jahren 1942 und 1944 verlor er sein Heim und seine Laboratorien. Er wurde 1944 wegen eines Nervenleidens beurlaubt und ging im Sommer 1944 in ein Sanatorium. Im Juni 1945 verstarb Hoffmann im Alter von 64 Jahren.
Schon zu Lebzeiten bezeichnete man das von Hoffmann erfundene und weiterentwickelte Vakuum-Duantenelektrometer als Hoffmann-Elektrometer. Die ersten Hinweise auf Kernzertrümmerungsprozesse durch kosmische Strahlung waren als Hoffmannsche Stöße bekannt.
Im Jahre 1930 wählte die Deutsche Akademie der Naturforscher Leopoldina Gerhard Hoffmann zu ihrem Mitglied. Außerdem war Hoffmann Mitglied der Königsberger Gelehrten Gesellschaft und seit 1937 Mitglied der Sächsischen Akademie der Wissenschaften.